# Горушка (Поддорский район)
Горушка — деревня в Поддорском районе Новгородской области России. Входит в состав Поддорского сельского поселения.

## География
Деревня находится в юго-западной части Новгородской области, в зоне хвойно-широколиственных лесов, на левом берегу реки Лютой, к западу от автодороги 49К-15, на расстоянии примерно 16 километров (по прямой) к северо-востоку от села Поддорье, административного центра района. Абсолютная высота — 61 метр над уровнем моря.

### Климат
Климат умеренно-континентальный с некоторыми чертами морского. Среднегодовая многолетняя температура воздуха составляет 4,4 °С. Средняя многолетняя температура самого холодного месяца (января) составляет −8 °С (абсолютный минимум — −41 °C); самого тёплого месяца (июля) — 17,4 °C (абсолютный максимум — 35 °C). Безморозный период длится 120—130 дней. Среднегодовое количество атмосферных осадков — 684 мм, из которых большая часть выпадает в тёплый период.

### Часовой пояс
Деревня Горушка, как и вся Новгородская область, находится в часовой зоне МСК (московское время). Смещение применяемого времени относительно UTC составляет +3:00.

## Население
| 2010 |
| ---- |
| 3    |

Согласно результатам переписи 2002 года, в национальной структуре населения русские составляли 100 % из 2 чел.